# Епархия Сан-Франсиско-де-Макориса
Епархия Сан-Франсиско-де-Макориса (лат. Dioecesis Sancti Francisci de Macoris) — епархия Римско-Католической церкви с центром в городе Сан-Франсиско-де-Макорис, Доминиканская Республика. Епархия Сан-Франсиско-де-Макориса входит в митрополию Сантьяго-де-лос-Кабальероса. Кафедральным собором епархии Сан-Франсиско-де-Макориса является церковь Святой Анны в городе Сан-Франсиско-де-Макорис.

## История
16 января 1978 года Римский папа Павел VI издал буллу «Studiosi instar», которой учредил епархию Сан-Франсиско-де-Макориса, выделив её из епархии Ла-Веги и епархии Сантьяго-де-лос-Кабальероса (сегодня — архиепархия Сантьяго-де-лос-Кабальероса). Первоначально епархия Сан-Франсиско-де-Макориса являлась суффраганной по отношению к архиепархии Санто-Доминго.
14 февраля 1994 года епархия Сан-Франсиско-де-Макориса вошла в состав церковной провинции Сантьяго-де-лос-Кабальероса.

## Ординарии епархии
- епископ Николас де Хесус Лопес Родригес (16.01.1978 — 15.11.1981) — назначен архиепископом Санто-Доминго;
- епископ Jesús María de Jesús Moya (20.04.1984 — 31.05.2012);
- епископ Fausto Ramón Mejía Vallejo (31.05.2012 — 15.05.2021, в отставке)
- епископ Ramón Alfredo de la Cruz Baldera (15.05.2021 — по настоящее время).

## Статистика
На конец 2010 года из 743 000 человек, проживающих на территории епархии, католиками являлись 591 000 человек, что соответствует 79,5% от общего числа населения епархии.
| год  | население | население | население | священники | священники        | священники         | священники                           | постоянные диаконы | монахи  | монахи  | приходы |
| год  | католики  | всего     | %         | всего      | белое духовенство | черное духовенство | число католиков на одного священника | постоянные диаконы | мужчины | женщины | приходы |
| ---- | --------- | --------- | --------- | ---------- | ----------------- | ------------------ | ------------------------------------ | ------------------ | ------- | ------- | ------- |
| 1980 | 381.300   | 410.000   | 93,0      | 27         | 8                 | 19                 | 14.122                               | 1                  | 21      | 47      | 16      |
| 1990 | 485.000   | 510.817   | 94,9      | 27         | 14                | 13                 | 17.962                               | 9                  | 15      | 33      | 21      |
| 1999 | 570.000   | 641.000   | 88,9      | 36         | 22                | 14                 | 15.833                               | 36                 | 14      | 60      | 29      |
| 2000 | 580.000   | 650.000   | 89,2      | 44         | 25                | 19                 | 13.181                               | 41                 | 19      | 62      | 29      |
| 2001 | 590.000   | 670.000   | 88,1      | 48         | 33                | 15                 | 12.291                               | 41                 | 15      | 63      | 38      |
| 2002 | 500.095   | 600.000   | 83,3      | 51         | 32                | 19                 | 9.805                                | 48                 | 19      | 62      | 40      |
| 2003 | 500.095   | 600.000   | 83,3      | 54         | 35                | 19                 | 9.261                                | 72                 | 19      | 63      | 70      |
| 2004 | 500.100   | 650.000   | 76,9      | 54         | 35                | 19                 | 9.261                                | 72                 | 19      | 63      | 42      |
| 2010 | 591.000   | 743.000   | 79,5      | 67         | 48                | 19                 | 8.820                                | 82                 | 19      | 56      | 48      |